# Utgräventjärnen (Ramsele socken, Ångermanland)
Utgräventjärnen är en sjö i Sollefteå kommun i Ångermanland och ingår i Ångermanälvens huvudavrinningsområde.